# Билет на Vegas
«Билет на Vegas» — приключенческая кинокомедия совместного производства России и США. Дата выхода в прокат — 24 января 2013. Другие варианты названия — «Билет на Вегас», «Билет на Vega$».
Фильм снимался в Москве, Лас-Вегасе и пустынных районах штата Юта недалеко от Солт-Лейк-Сити.

## Сюжет
Молодая пара Макс (Иван Стебунов) и Лиза (Ингрид Олеринская) только что окончили институт и собираются жить вместе. Но в первый же вечер они ссорятся и расходятся. Единственное, что их связывает — совместно купленный лотерейный билет. Пока молодые люди жалуются друзьям — Диме (Владимир Яглыч) и Олесе (Наталья Ноздрина) — друг на друга, по телевизору объявляют выигрышный билет. Макс и Лиза должны получить свой приз 150 000 000 рублей (что эквивалентно 5 418 000 $) на торжественной церемонии в Лас-Вегасе.
Решив ехать вместе, все четверо отправляются на другой конец света за богатством. Но за Димой охотятся бандиты, которым он должен крупную сумму за разбитую машину. В «Городе Греха» его уже поджидает жулик-эмигрант Гарик (Михаил Галустян), фанатеющий от короля рок’н’ролла Элвиса Пресли. Гарик надеется на удачу в Лас-Вегасе — до грин-карты осталось несколько дней. Поймав Диму, он узнает, зачем сюда приехали его друзья и открывает охоту на лотерейный билет. Усыпив четвёрку, он завладевает счастливым билетом, а спящих ребят пускает под откос со скалы на угнанном кадиллаке.
Очнувшись, Макс, Лиза, Дима и Олеся обнаруживают себя в незнакомой машине на краю скалы. Как они тут оказались, что это за машина, а главное, — где лотерейный билет? Дима сознаётся, что выдал тайну некоему «Элвису». Главные герои отправляются на поиски Гарика, не подозревая, что билет у него уже отобрали продажные полицейские, а автомобиль принадлежит мексиканскому наркокартелю под предводительством мистера Чича (Дэнни Трехо). До вручения приза остаётся меньше суток.

## В ролях
Ниже представлен список актёров, снявшихся в фильме:
| Актёр                                            | Роль                                         |
| ------------------------------------------------ | -------------------------------------------- |
| Иван Стебунов                                    | Макс                                         |
| Ингрид Олеринская                                | Лиза                                         |
| Владимир Яглыч                                   | Дима друг Макса                              |
| Наталья Ноздрина                                 | Олеся подруга Лизы                           |
| Михаил Галустян                                  | Гарик жулик-эмигрант                         |
| Олег Тактаров                                    | дядя Боря русский мафиози из Лас-Вегаса      |
| Виталий Хаев                                     | Яша Подземельный московский бандит           |
| Дэнни Трехо, Danny Trejo                         | мистер Чич глава мексиканского наркокартеля  |
| Ким Уитли, Kym Whitley                           | Моник американская домохозяйка               |
| Годфри Данчима, Godfrey Danchimah                | детектив Джонс продажный полицейский         |
| Гильермо Диас, Guillermo Díaz                    | детектив Гарсиа продажный полицейский        |
| Ирина Бякова                                     | Мария Ивановна представитель лотереи «Гранд» |
| Роберт Бир, Robert Bear                          | продавец на автозаправке                     |
| Кристофер Робин Миллер, Christopher Robin Miller | Декстер расчленитель людей                   |
| Борзин Найт, Borzin Knight                       | дорожный полицейский                         |
| Трэвис Мериндино, Travis Merindino               | пулемётчик на ранчо                          |
| Александр Горшков                                | фотограф                                     |
| Максим Артамонов                                 | охранник Подземельного                       |
| Сергей Суслов                                    | полицейский в рекламе в титрах не указан     |
| Алексей Потапкин                                 | бармен                                       |
| Роберт Нэш                                       | Роберт де Ниро                               |

## Съёмочная группа[9][10]
- Продюсеры — Армен Григорян, Михаил Галустян, Армен Ананикян
- Режиссёр-постановщик — Гор Киракосян
- Второй режиссёр, сопродюсер — Тони Адлер
- Креативный продюсер — Евгений Айвазян
- Исполнительный продюсер — Марал Джереджян
- Авторы сценария — Ирина Пивоварова, Сергей Калужанов, Гор Киракосян
- Оператор-постановщик — Филип Вандевал
- Композитор — Крис Хаджян
- Художники-постановщики — Кристофер Р. Демури, Татьяна Лаптева
- Художник — Александр Кондратов
- Режиссёр-постановщик трюков, каскадёр — Джесси Джонсон
- Художники по костюмам — Элисон Хэнси, Галина Воловикова
- Монтажёр — Игорь Отдельнов

## Дата выхода в прокат
Первоначально фильм планировалось выпустить 27 декабря 2012 года. По решению дистрибьюторской компании «Парадиз» в ноябре 2012 года дата выхода картины перенесена на 24 января 2013 года. Это решение было одобрено профессиональным киноресурсом «КиноБизон.ру» — «У проекта достаточно плюсов в конфигурации, чтобы быть успешным… ему удобней теперь будет заработать в обычный уик-энд, с Татьяниным днём внутри…»; «Дистрибьютор сделал сильный ход, который только укрепит позиции релиза в случае успешного показа…»

## Из интервью с продюсером фильма[7]
Программа «Индустрия кино» на телеканале «Россия-24», ведущий Иван Кудрявцев. Выпуск 22 октября 2012 года.
Актёр и продюсер Михаил Галустян рассказывает о фильме.
М. Г. — Съёмки в Америке заняли полтора месяца, практически весь фильм снят там. Полностью американский продакшн, американский режиссёр, вся группа… Я через две недели стал разговаривать на профессиональном английском. […]
И. К. — Что дало американское звучание этой истории? Это российская комедия, но воспринимается она, как добротная и качественная американская.
М. Г. — Это заслуга режиссёра. Смешно то, что мы нашли американского армянина — он понимает русский юмор, он работает по-американски и думает по-армянски. Очень интересное сочетание. […]
М. Г. — Было много доработок в сценарии прямо на площадке. Мы долго думали, как быть с героями, которые говорят на английском. Хотели вначале писать титры внизу, но поняли, что это будет отвлекать зрителя. И одному из продюсеров пришла в голову гениальная идея — давайте сделаем Гаврилова, чтобы он озвучил! И сразу появился вкус тех годов, времён видеосалонов. […]
М. Г. — Поскольку у нас действительно голливудские звёзды — Олег Тактаров, Дэнни Трехо и другие — возможно, мы будем выходить на американский кинорынок. Это зависит от того, насколько успешно этот фильм выйдет у нас. Но по Европе он пройдёт точно, мы уже договорились. Ну, и СНГ — это само собой. […]
М. Г. — Снимали в отеле «Тропикана» в Лас-Вегасе и в разных точках самого города. Затем в Солт-Лейк-Сити много натуры снимали, это штат Юта. Практически не было павильонной съёмки.

## Дополнительные факты

Кадр из фильма. Кадиллак «Series 62 Convertible» 1963 г.

- Перевод американской речи в фильме выполнен в стиле перестроечных видеосалонов — с характерным «гундосизмом»[11]. Автором озвучки выступил известный переводчик эпохи видеокассет - Андрей Гаврилов.
- Второй режиссёр и сопродюсер фильма Тони Адлер был восхищён дисциплинированностью и вежливостью русской актёрской группы[12].
- Когда Михаил Галустян в роли Гарика — фаната Элвиса Пресли — прошёлся по Лас-Вегасу в соответствующем наряде, прохожие сочли его одним из уличных ряженых и предлагали деньги за возможность сфотографироваться с ним[7][13].
- Вымышленная лотерея «ГРАНД Лото», показанная в фильме, устроена по тому же принципу, что и советское «Спортлото» (необходимо выбрать 6 чисел из диапазона 1—45).
- Розовый кадиллак «Series 62 Convertible» 1963 года, в котором путешествуют герои фильма, — это действительно одна из тех моделей кадиллаков, которые были в личной коллекции Элвиса Пресли[14].

## Критика фильма
Задолго до своего выхода фильм подвергся критике. Например, на международном форуме «Кино Экспо 2012» (сентябрь 2012) журналисты сайта «Кинобизон» отозвались о презентационной нарезке фильма как о «плохо исполненном капустнике». Кроме этого, Михаил Галустян получил в своём твиттере после публикации постера фильма много отрицательных отзывов от своих читателей — их опасения были связаны с его предыдущими кинопроектами.

## Аллюзии и отсылки
По замыслу продюсеров фильма американская часть сюжета должна была представлять собой квинтэссенцию американских киномифов, популярных голливудских клише, ставших хорошо известными отечественному зрителю со времён «видеосалонов 1990-х». Ниже представлен список некоторых, обыгранных в пародийном ключе, аллюзий из фильма.
- Путешествие на розовом кадиллаке по пустынному шоссе в состоянии наркотического опьянения — «Страх и ненависть в Лас-Вегасе» (1998).
- Ситуация, когда главные герои приходят в себя и ничего не помнят, — «Мальчишник в Вегасе» (2009).
- Пара, которая выигрывает крупную сумму денег в лотерее, ругается и мирится — «Однажды в Вегасе» (2008).
- Один из персонажей, разборщик людей на органы, по имени Декстер — сериал «Декстер» (2006). Его жёлтый костюм химзащиты — из сериала «Во все тяжкие» («Breaking Bad», 2008).
- На спинках стульев съёмочной группы, которая по сюжету снимает фильм о зомби, написано «название» их фильма: «Mocking Dead». Это пародия на сериал «Ходячие мертвецы» («The Walking Dead», 2010).
- Имя персонажа Мистер Чич, которого играет Дэнни Трехо, — отсылка к мексиканскому актёру по имени Чич Марин и к одноимённому вампиру из фильма «От заката до рассвета» (1996).
- Пулемёт Гатлинга на мексиканском ранчо впрямую взят из фильма «Ружья великолепной семёрки» (1969) (видео).
- Перестрелка на ранчо — вся классика вестерна: «Хороший, плохой, злой» (1966), «Однажды на Диком Западе» (1968); некоторые приёмы взяты почти дословно из «Дикой банды» (1969) — кровавая мясорубка с пулемётом, крутящимся во все стороны; замедленные падения; пули, бьющие в снедь и бутылки на столе; опрокидываемый стол в качестве бруствера и т. д. (видео). Ряд использованных приёмов характерен для режиссёра Джона Ву: стрельба из двух пистолетов, стрельба в замедленном падении, диспозиция «мексиканская ничья» (когда все наводят друг на друга оружие и замирают в паузе).
- Персонаж Дэнни Трехо (сигара, мачете, сомбреро, перестрелка) — отсылка к «мексиканской трилогии» режиссёра Роберта Родригеса; например, «Однажды в Мексике» (2003).
- Персонаж Владимира Яглыча, Дима, жуёт зубочистку и одет так же, как главный герой в фильме «Драйв» (2011).
- Персонаж на ранчо, немой пожилой мужчина, который звонил в звоночек на велосипеде — отсылка к герою из сериала «Во все тяжкие» («Breaking Bad», 2008) по имени Hector Salamanca.